# Joseph Edward Troy
Joseph Edward Troy (ur. 3 września 1931 w Chatham, zm. 12 marca 2023 w Saint John) – kanadyjski duchowny rzymskokatolicki, w latach 1986–1997 biskup Saint John.

## Życiorys
Święcenia kapłańskie przyjął 28 maja 1959. 1 marca 1984 został prekonizowany biskupem koadiutorem Saint John. Sakrę biskupią otrzymał 22 maja 1984. 24 września 1997 zrezygnował z urzędu.